# Telegrama de Ems

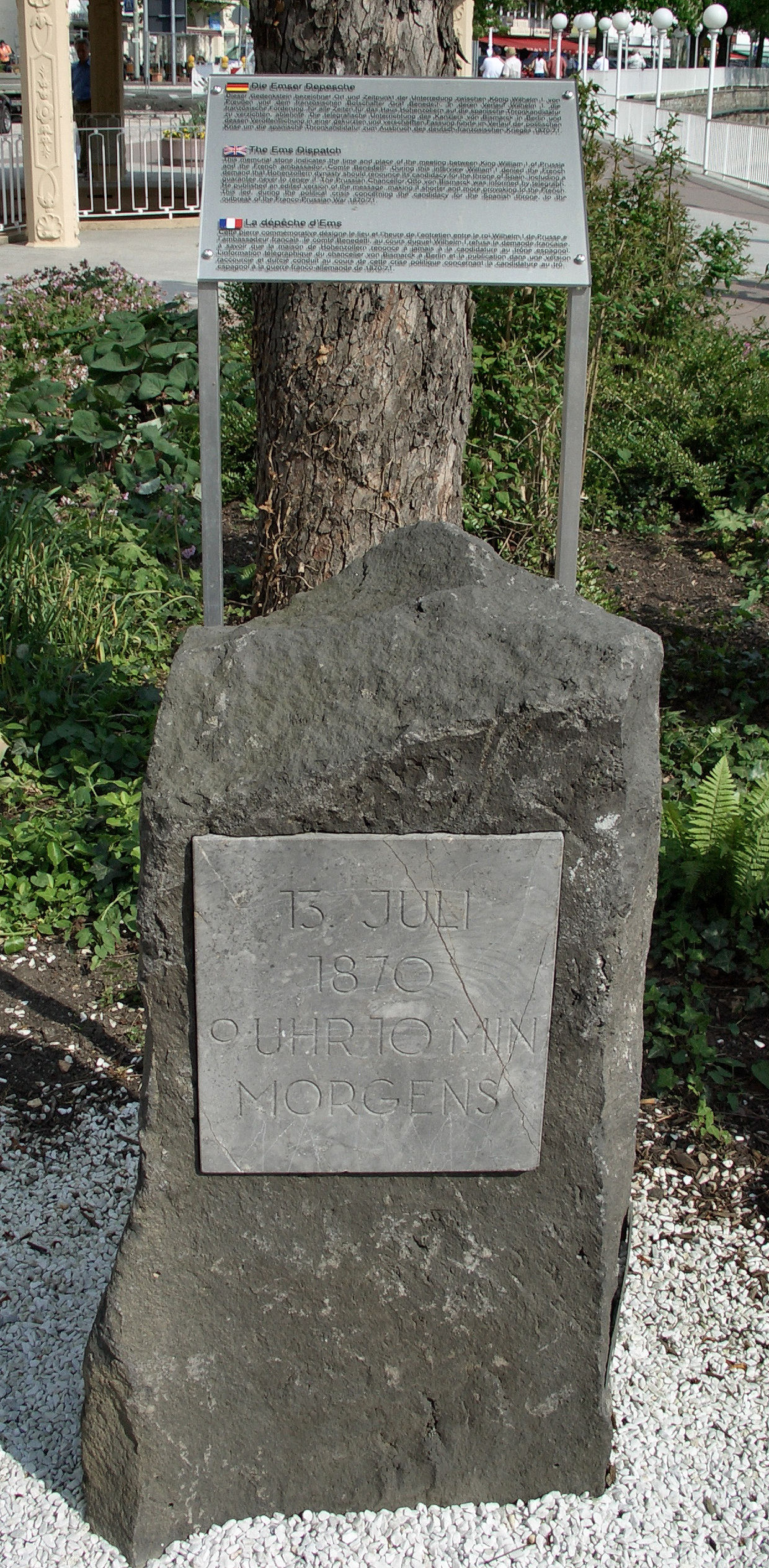
Hito conmemorativo del Telegrama de Ems.

El Telegrama de Ems (en alemán Emser Depesche) es el documento que Guillermo I de Alemania envió a Bismarck la noche del 13 de julio de 1870 tras la reunión informal que mantuvo con el embajador francés en Prusia, Vincent Benedetti, acerca de la retirada de la candidatura del príncipe Leopoldo de Hohenzollern-Sigmaringen, hijo de Carlos Antonio, al trono real de España. La publicación de este telegrama instigó (casus belli) la Guerra franco-prusiana, que comenzó el 19 de julio de 1870. El nombre del telegrama se refiere a Bad Ems, que es un balneario spa situado al este de Coblenza sobre el río Lahn, parte por aquel entonces de Prusia, lugar de residencia y reposo de la realeza prusiana.

## Historia de los acontecimientos
En septiembre de 1862, Bismarck fue nombrado ministro de Estado de Prusia, cuyo ejército contaba con cerca de 63 000 hombres, lo cual resultaba muy difícil de mantener, ya que para ello necesitaba recursos que le negaba el parlamento. Bismarck gobernó con la oposición de las cámaras, pero con el apoyo del rey de Prusia, Guillermo I. Bismarck utilizó ese ejército para arrebatar a Dinamarca los ducados de Schleswig y Holstein y derrotar a Austria en la Guerra de las Siete Semanas (1866), que contribuyó a la unificación de Italia. El poderío prusiano despertó los recelos franceses, que temían la constitución de un Estado fuerte que pudiera hacerles sombra en el continente europeo. Por otra parte, Bismarck consideraba que una guerra contra Francia podía ser el aglutinante de la Alemania unificada con la que soñaba; en particular, podía contribuir a atraerse al Reino de Baviera, hasta entonces muy profrancés y receloso del poderío prusiano. Además de esto, tanto el Canciller de Hierro como el jefe de Estado Mayor prusiano, el mariscal Moltke, estaban al tanto de que el ejército francés era muy inferior al prusiano, lo que haría que el curso de una hipotética guerra les fuera probablemente favorable. No obstante, el rey de Prusia Guillermo I era consciente de estas intenciones, pero nunca creyó en la posibilidad de una guerra.
En esta situación, se produjo la vacante en el trono español tras el exilio de Isabel II en 1868. El presidente del Consejo de Ministros español, el general Juan Prim, visitó al príncipe prusiano Carlos Antonio de Hohenzollern-Sigmaringen para ofrecerle la posibilidad de que su hijo Leopoldo aceptase el trono de España. Bismarck presionó para forzar la aceptación, lo cual no hizo sino aumentar los temores de Napoleón III, pues con un Hohenzollern en el trono español y otro en el prusiano, opinaba que con esa situación Francia quedaría cercada. Por tal motivo, negoció con el rey Guillermo I, jefe de la casa Hohenzollern, para conseguir que se retirase la candidatura, cosa que logró inicialmente. No obstante, Bismarck consiguió que la candidatura se reactivara y, además, la hizo pública el 2 de julio a fin de empujar a Francia a la guerra por su falta de diplomacia.
El tono subió y el duque de Gramont, ministro francés de Asuntos Exteriores, hizo un discurso provocador el 6 de julio de 1870 frente al cuerpo legislativo. La diplomacia francesa se exaltó con estos acontecimientos. Poco después, el embajador de Francia, el conde Benedetti, habló nuevamente con Guillermo I en el balneario de  Ems, y logró que este obtuviese de Leopoldo la retirada de la candidatura, retirada que anunció el 12 de julio el propio padre del príncipe. Esto, en principio, suponía el fracaso de los planes de Bismarck. No obstante, los partidarios antiliberales del imperio bonapartista autoritario, en torno a Gramont y la emperatriz, querían más, y la misma noche hicieron pedir a Benedetti una confirmación escrita por parte del rey de Prusia.
El 13 de julio, Benedetti, siguiendo dichas instrucciones, volvió a encontrarse con Guillermo I en Ems, en una reunión informal, donde le presentó la petición. Guillermo rehusó cortésmente lo que se le pedía, si bien eso no le impidió saludar al embajador al día siguiente. Después, informó por telegrama a Bismarck de lo sucedido, por medio de su consejero diplomático Abeken. El telegrama de Ems llegó la noche del 13 de julio al palacio de Wilhelmstrasse en Berlín, lugar donde cenaban Bismarck, Moltke y Von Roon. Bismarck tomó la pluma y redactó el texto del comunicado, condensando el texto del telegrama de Abeken, de tal modo que transformó el encuentro en un emplazamiento y la respuesta del rey en una reacción que podía resultar insultante para Francia. Como consecuencia, Francia declaró la guerra a Prusia el 19 de julio de 1870.

## Texto de los telegramas[1]

### Informe del consejero privado Abeken
Al canciller federal, conde Bismarck.

Su Majestad el Rey me escribe:

«M. Benedetti me interceptó en el paseo a fin de exigirme, insistiendo en forma inoportuna, que yo le autorizara a telegrafiar de inmediato a París, que  me comprometería, de ahora en adelante, a abstenerme de dar mi aprobación para que se renueve la candidatura de los Hohenzollern. Rehusé hacer esto, la última vez con cierta severidad, informándole que no sería posible ni correcto asumir tales obligaciones (para siempre jamás). Naturalmente, le informé que no había recibido ninguna noticia aún y, ya que él había sido informado antes que yo por la vía de París y Madrid, él podía fácilmente entender por qué mi gobierno estaba otra vez fuera de la discusión.

Desde entonces, Su Majestad ha recibido noticias del príncipe (padre del candidato Hohenzollern al trono español). Su Majestad ya había informado al conde Benedetti que estaba esperando este mensaje; mas, en vista de la exigencia arriba mencionada y en consonancia con el consejo del conde Eulenburg y mío, decidió no recibir de nuevo al enviado francés, sino informarle a través de un ayudante, que Su Majestad había recibido, ahora, confirmación de las noticias que Benedetti ya había recibido de París y que él no tenía nada más que decir al embajador.

Su Majestad deja a juicio de Su Excelencia comunicar o no, de manera inmediata, a nuestros embajadores y a la prensa, la nueva exigencia de Benedetti y el rechazo de la misma».
(13 de julio de 1870)

### Versión editada por Bismarck
«Después de que los informes acerca de la renuncia del príncipe heredero de Hohenzollern fueran oficialmente transmitidos por el Gobierno Real de España al Gobierno Imperial de Francia, el embajador francés presentó ante Su Majestad el Rey, en Ems, la exigencia de autorizarle a telegrafiar a París que Su Majestad el Rey habría de comprometerse a abstenerse de dar su aprobación para que la candidatura de los Hohenzollern se renueve.

Su Majestad el Rey, por lo tanto, rechazó recibir de nuevo al enviado francés y le informó a través de su ayudante que Su Majestad no tenía nada más que decir al embajador».